# Chemin du Sang-de-Serp
Le chemin du Sang-de-Serp est une voie de Toulouse, chef-lieu de la région Occitanie, dans le Midi de la France.

## Situation et accès

### Description
Le chemin du Sang-de-Serp est une voie publique. Il traverse le quartier des Minimes. Il correspond à une partie de l'ancien chemin vicinal no 50 (actuels rue du Caillou-Gris, chemin du Sang-de-Serp et impasse de Candélie).
La chaussée compte, entre le boulevard de l'Embouchure et l'avenue Emmanuel-Maignan, une seule voie de circulation automobile en sens unique, puis, au-delà, une voie de circulation dans chaque sens. Elle appartient à une zone 30 et la vitesse y est limitée à 30 km/h. Il n'existe pas d'aménagement cyclable.

### Voies rencontrées
Le chemin du Sang-de-Serp rencontre les voies suivantes, dans l'ordre des numéros croissants (« g » indique que la rue se situe à gauche, « d » à droite) :
1. Boulevard de l'Embouchure
2. Avenue Antoine-Parmentier (d)
3. Avenue Emmanuel-Maignan (d)
4. Avenue du Général-Barbot (d)
5. Avenue Jean-Dagnaux (d)
6. Rue Bobillot (d)
7. Chemin Tricou (g)
8. Rue Emmanuel-Chabrier (g)
9. Rue Henri-Matisse (g)
10. Chemin de la Pescadoure (d)
11. Rue Louis-Varney (d)
12. Rue Jean-Philippe-Rameau (g)
13. Rue Jean-Millet (d)
14. Rue des Scouts (d)
15. Chemin Henri-Bessemer
16. Boulevard de Suisse
17. Rue Ferdinand-Lassalle (g)
18. Rue Humbert-Tomatis (d)
19. Avenue d'Elche - accès piéton
20. Impasse

### Transports
Aucune ligne du réseau Tisséo ne dessert directement le chemin du Sang-de-Serp. La ligne de bus la plus proche, qui parcourt le boulevard de Suisse, porte le numéro 15. En 2028, il existera, au carrefour du même boulevard, une station de la ligne de métro C, la station Ponts-Jumeaux.
Il existe plusieurs stations de vélos en libre-service VélôToulouse le long du chemin du Sang-de-Serp ou à proximité : les stations no 122 (57 boulevard de l'Embouchure) et no 146 (57 chemin du Sang-de-Serp).

## Odonymie
L'origine du nom du chemin du Sang-de-Serp n'est pas complètement résolue. Pierre Salies retient l'existence d'un lieu auquel aboutissait le chemin : a coa del serp, « à la queue du serpent » en occitan médiéval. Pour le géographe toulousain Jean Coppolani, il s'agit de la déformation d'un toponyme plus ancien qui faisait référence al camp del serp, « au champ du serpent ».

## Patrimoine et lieux d'intérêt

### Patrimoine industriel
- no  57 : usine Saint-Éloi d'Airbus. 
En 1921, un atelier de construction aéronautique, l'usine Pasteur, est créé par Émile Dewoitine dans le quartier des Minimes. En 1934, l'usine, qui a doublé ses effectifs, s'agrandit et prend le nom de Saint-Éloi. En 1937, l'entreprise Dewoitine est nationalisée et devient la Société nationale des constructions aéronautiques du Midi (SNCAM). En 1939, l'architecte René Krieger conçoit deux hangars pour la construction de l'avion de chasse D.520. L'usine est agrandie et transformée dans la deuxième moitié du XXe siècle, occupe un vaste espace 11 hectares. En 2008, les bâtiments le long du chemin du Sang-de-Serp sont démolis et remplacés par un nouveau bâtiment conçu par les architectes Jean-Christophe Bellouard et Philippe Montlaur. Le site abrite une unité de production spécialisée dans les mâts-réacteurs et le lycée professionnel Airbus[3].

- no  224 : services métropolitains de la Voie publique[4].

### Immeubles et maisons
- no  11-13 : immeuble (deuxième moitié du XXe siècle).
- no  128 : maison (deuxième quart du XXe siècle)[5].
- no  154 : ferme (deuxième moitié du XIXe siècle)[6].